# The Wonder Years
The Wonder Years (Anos Incríveis, no Brasil) é uma série de televisão estadunidense, originalmente exibida na rede norte-americana ABC, entre 31 de janeiro de 1988 e 12 de maio de 1993.
Criada por Carol Black e Neal Marlens, a série durou por seis temporadas, totalizando 115 episódios. No Brasil, o programa foi exibido pela primeira vez na TV Cultura, em meados da década de 1990, obtendo enorme sucesso. Mais tarde a Bandeirantes, o Multishow, e a Rede 21 também exibiram a série, até ela voltar à TV Cultura.
The Wonder Years apresentou as questões sociais e os eventos históricos do final dos anos 1960 e início dos anos 1970, através dos olhos do protagonista Kevin Arnold (Fred Savage), que vive os assuntos da adolescência, com seu grande amigo Paul e sua paquera Winnie Cooper, também com diversas situações familiares e outros assuntos relacionados a época. Enquanto se passam as histórias, os acontecimentos são narrados por um Kevin mais velho e experiente, que descreve o que acontece e conta o que aprendeu de suas experiências. Cada ano da série ocorre exatamente 20 anos antes da exibição (na história, 1968 a 1973; exibição, 1988 a 1993). 
Nos últimos anos, muitos críticos de televisão consideram a série um clássico. O TV Guide o nomeou um dos 20 melhores programas da década de 1980, com tremendo impacto na indústria ao longo dos anos, inspirando muitos outros programas.

## Enredo
O programa centra-se em Kevin Arnold, retratando a sua vida social e familiar em uma família de classe média suburbana americana típica dos anos 60 e 70. Kevin é filho de Jack e Norma Arnold. Seu pai trabalha na NORCOM, empresa de defesa, enquanto a mãe é dona de casa. Kevin também tem um irmão mais velho, Wayne, e uma irmã mais velha, Karen. Kevin mora na mesma rua que seu melhor amigo Paul Pfeiffer, e sua paquera, Gwendolyn "Winnie" Cooper. As histórias são narradas através das reflexões de Kevin quando adulto, com cerca de 30 anos.

## Personagens

### Principais
- Voz de Kevin adulto (Daniel Stern) - Narrador. (Ele mesmo no último episódio).
- Kevin Arnold (Fred Savage) - Um estudante americano típico frequentando a escola secundária no final dos anos 60 e início dos anos 1970.
- Gwendolyn "Winnie" Cooper (Danica McKellar) - Interesse amoroso principal de Kevin. Vive no mesmo quarteirão que ele. O primeiro beijo de ambos e a morte de seu (dela) irmão mais velho no Vietnã têm importante papel no episódio-piloto. Em um dos episódios, seus pais decidem se divorciar, como resultado da tristeza pela morte do filho.
- Paul Pfeiffer (Josh Saviano) - Melhor amigo de Kevin. Extremamente inteligente e excelente estudante. Ele é alérgico a quase tudo.
- John "Jack" Arnold (Dan Lauria) - O pai de Kevin, veterano da Guerra da Coréia. Inicialmente, trabalhava na Norcom, uma empresa grande, mas em uma posição mediana de gerência que ele detestava. Mais tarde, começa seu próprio negócio construindo e vendendo mobília feita a mão.
- Norma Gustavson Arnold (Alley Mills) - Mãe de Kevin e dona-de-casa. Conheceu Jack quando era caloura na faculdade. Quando ele terminou o curso, ela se mudou com ele e não terminou o curso.
- Karen Arnold (Olivia d'Abo) - Irmã hippie mais velha de Kevin. Ela se casa e se muda para o Alasca. Faz uma participação especial no último episódio.
- Wayne Arnold (Jason Hervey) - Irmão mais velho de Kevin, diverte-se atormentando física e psicologicamente Kevin e Paul.

### Secundários
- Prof. Ed Cutlip (Robert Picardo) - Professor de educação física de Kevin.
- Srta. White, mais tarde Sra. Heimer (Wendel Meldrum) - Professora de Kevin, com a qual ele entra em conflito. Seu nome muda para Sra. Heimer em função do casamento.
- Sr. Cantwell (Ben Stein) - Professor de ciências de Kevin.
- Becky Slater (Crystal McKellar) - Colega de classe de Kevin e sua namorada (a primeira de verdade) em alguns episódios. Sua personagem é fisicamente agressiva.
- Diogo Simione (Rafael Simi) - Um dos amigos de Kevin no ginásio.
- Doug Porter (Brandon Crane) - Um dos amigos de Kevin no ginásio.
- Randy Mitchell (Michael Tricario) - Um dos amigos de Kevin no ginásio.
- Chuck Coleman (Andrew Mark Berman) - Um dos amigos de Kevin no colegial.
- Dolores (Juliette Lewis) - Primeira namorada de Wayne no seriado.
- Bonnie Douglas (Paula Marshall) - Última namorada de Wayne no seriado.
- Jeff Billings (Giovanni Ribisi)
- Alice Pedermier (Lindsay Sloane) - Colega de Kevin e namorada ciumenta de Chuck.
- Joey (Dustin Diamond)
- Eric Antonio (Don Jeffcoat)
- Jovem Kevin (Eric Lloyd)
- Michael (David Schwimmer) - Um dos namorados de Karen Arnold.
- Madeline Adams (Julie Condra) - Nas palavras de Kevin: "Uma loba em pele de cordeiro."
- Linda Sloan (Maia Brewton) - Primeiro coração partido de Kevin.
- Carla Healy (Krista Murphy) - Namoradinha de Paul.
- Susan Fisher (Kelly Packard) - Namorada de Donald Wallach que fica dando em cima de Kevin.
- Donald Wallach (Sean Wohland)
- Steve Padway (Andy Howard)

## Produção
A série foi concebida pelos escritores Neal Marlens e Carol Black, ambos famosos pela série Growing Pains.  A ideia era criar um programa familiar que atraísse a geração baby-boomer, ambientando a série no final da década de 1960, uma época de mudanças radicais na história dos Estados Unidos.  Eles basearam o programa, em parte, em sua própria infância, crescendo nos subúrbios. Depois de escrever o roteiro do episódio piloto, Marlens e Black começaram a apresentar a série para as redes de televisão. Nenhuma delas mostrou interesse, exceto a ABC , com quem Marlens e Black chegaram a um acordo. O título do programa é uma referência satírica a uma famosa campanha publicitária da Wonder Bread dos anos 1970, promovendo o pão branco altamente processado como perfeito para "Os Anos Incríveis", idades de 1 a 12 anos.
Marlens queria que a série se passasse em Huntington, Long Island, onde ele cresceu, no entanto, a ABC insistiu que o local permanecesse inespecífico. Porém, vários itens se referem ao lugar como o Sul da Califórnia, desde placas de carros, à falta de neve e clima de inverno, o Jack trabalhando para uma grande empreiteira de defesa (muitas localizadas no sul da Califórnia na época), até a carteira de motorista de Wayne listando Culver City, Califórnia.

## Primeiro episódio
O primeiro episódio começa mostrando os fatos de 1968, com Kevin Arnold (voz crescida). Ele conta sobre ter entrado no ginásio, sobre ter nascido e crescido no subúrbio e, assim, o episódio começa. Kevin, então com doze anos, está jogando Futebol Americano com os amigos e com seu irmão Wayne Arnold, um verão antes de começarem as aulas. A cena mostra, pela primeira vez, Gwendolyne "Winnie" Cooper e seu irmão de dezenove anos, Brian Cooper. Logo após, ele relata que Brian fora ao Vietnã, lutar na guerra.
As cenas seguintes mostram Kevin Arnold indo pela primeira vez ao ginásio, mostram sua primeira aula de Educação Física e sua primeira ida à diretoria. No fim do episódio, os pais de Kevin estão trazendo ele até sua casa, bravos com o problema da diretoria. Ao chegar, descobrem que Brian Cooper morreu na guerra.
Kevin fica confuso com a situação e resolve dar uma volta e, ao chegar em uma árvore, encontra Winnie. Fica um momento sem o que dizer, mas depois se lamenta pela morte do irmão da garota. Senta-se ao lado e coloca seu casaco em volta dela. Em seguida, os dois se olham e dão o primeiro beijo. A cena final mostra um quadro parado em preto e branco dos dois se abraçando.

## Episódio final
No episódio final duplo da série, Winnie decide conseguir um emprego no verão de 1973 como salva-vidas em um resorte. Enquanto isso, Kevin está trabalhando na empresa de móveis de seu pai. Kevin liga para Winnie, que parece distante, e parece estar gostando de estar afastada de Kevin. Kevin e seu pai brigam. Kevin decide ir embora, e diz que precisa "se encontrar". Kevin dirige até o resorte onde Winnie está trabalhando, esperando que ela lhe consiga um emprego e, assim, eles possam passar o resto do verão juntos.
Kevin consegue o emprego no resorte. Ele joga uma partida de pôquer com a banda local. Consegue muito dinheiro na partida e corre para contar a Winnie, mas a encontra beijando um outro salva-vidas. No dia seguinte, Kevin discute com Winnie. Kevin joga outra partida de pôquer, mas desta vez acaba perdendo seu carro na partida. Desesperado, Kevin discute com Winnie e o salva-vidas no restaurante, e acaba esmurrando o salva-vidas. Kevin abandona o resorte a pé. 
Num desolado trecho da rodovia, Kevin começa a pedir carona. Ele consegue uma carona num carro de um casal de velhos, mas se surpreende ao encontrar Winnie no banco de trás. Winnie havia sido despedida por causa da briga iniciada por Kevin. Kevin e Winnie começam a discutir. O casal de velhos se irrita e expulsa os dois do carro. Começa a chover e os dois procuram abrigo num celeiro. Ambos começam a filosofar sobre como as coisas estão mudando e sobre o futuro. Eles se beijam. Fica implícito que ambos perdem a virgindade. O monólogo do narrador diz: 

Era uma vez uma garota que vivia na minha rua e tinha cabelos e olhos castanhos. Quando ela sorria, eu sorria. Quando ela chorava, eu chorava. Tudo o que já aconteceu de importante na minha vida, está relacionado a ela. Naquele dia, prometemos um ao outro que, não importa o que acontecesse, estaríamos sempre juntos. Era uma promessa cheia de paixão, verdade e sabedoria. É um tipo de promessa que somente pode brotar do coração de jovens.
Eles encontram o caminho de volta para casa e chegam de mãos dadas em meio à festa do Dia da Independência dos Estados Unidos. Durante a festa, o Kevin adulto descreve o destino dos personagens principais da série. Kevin se reconcilia com seu pai, conclui o ensino secundário em 1974 e vai para a universidade, se tornando finalmente um escritor. Paul vai estudar direito na Universidade Harvard. Karen, a irmã de Kevin, dá, à luz, um filho em setembro de 1973. A mãe de Kevin se torna uma mulher de negócios e uma Presidente do Conselho de Administração. O pai de Kevin morre em 1975, e Wayne assume seu lugar na empresa de móveis. Winnie estuda história da arte em Paris enquanto Kevin fica nos Estados Unidos. Kevin e Winnie permanecem trocando correspondência uma vez por semana durante oito anos. Quando Winnie retorna em 1982, Kevin se encontra com ela no aeroporto acompanhado de sua esposa e de seu filho de oito meses.
A última voz da série é a do Kevin adulto, com um barulho de criança ao fundo:

Cresce-se num piscar de olhos. Num dia, você usa fraldas, no outro você já está morto. Mas as memórias da infância permanecem com você para sempre. Eu lembro de um lugar, uma cidade, uma casa igual a várias casas. Um jardim igual a muitos jardins. Uma rua igual a muitas ruas. Mas o essencial é que, depois de todos esses anos, ainda olho para trás maravilhado.
Um garoto (Henry Stern, o filho real do ator que interpreta a voz de Kevin adulto, Daniel Stern) pode ser ouvido pedindo a seu pai para sair e brincar com ele. Kevin responde: "já vou", e a série termina. 

## Cancelamento
A série encerrou em maio de 1993. Uma das causas do cancelamento foi o conflito entre os produtores da série e os executivos da ABC. Conforme Kevin amadurecia, os produtores queriam que a história da série também amadurecesse. Entretanto, os executivos da ABC ficaram incomodados com o conteúdo mais explícito que surgiria: "sentimos que seria inapropriado mostrar o amadurecimento de Kevin devido ao período histórico da série, o tom ameno da série e, principalmente, o horário das oito horas da noite". Bob Brush disse: "quando Kevin alcançou a idade de dezesseis, dezessete anos, havia assuntos com os quais ele teria que se defrontar que não poderiam ser apresentados no horário das oito horas sem manchar a respeitabilidade que a série havia conquistado junto à audiência". Outras razões para o cancelamento foram os custos crescentes da série, Brush declarou que estava gastando 1.200.000 dólares por episódio, além dos aumentos salariais do elenco. O último episódio foi exibido em 12 de maio de 1993. Bob Brush disse que o final não foi o que ele tinha desejado, mas, como a equipe não sabia, ao tempo da filmagem do último episódio, se aquela teria sido a última temporada da série, ele foi forçado a deixar o final em aberto, até a gravação da narração de Daniel Stern. Alguns fãs ficaram desapontados com o final da série, particularmente com a revelação de que Kevin e Winnie não terminam juntos como um casal. Brush concordou com o desapontamento, dizendo: "alguns espectadores ficaram desapontados por não ver realizado seu desejo". E explicou: "a mensagem que eu quis deixar foi a de que esta é parte da beleza da vida. É legal dizer que a gente quer que tudo fique como quando tínhamos quinze, dezesseis anos, e éramos felizes, mas me pareceu mais construtivo dizer que deixamos essas coisas para trás e criamos novas alternativas de vida".
Em 18 de janeiro de 2018, Alley Mills, em uma entrevista para o Yahoo! Entertainment, disse que a acusação de assédio sexual movida por Monique Long, uma desenhista de moda da série, contra Fred Savage e Jason Hervey durante as gravações da sexta e última temporada, foi um fator significativo para o cancelamento da série.

## Lista de episódios
1ª Temporada
- "Pilot" - Piloto
- "Swingers" - Os Balanços
- "My Father's Office" - O Escritório do Meu Pai
- "Angel" - Anjo
- "The Phone Call" - O Telefonema
- "Dance With Me" - Dance Comigo

2ª Temporada
- "Heart of Darkness" - Na Escuridão
- "Our Miss White" - A Senhorita White
- "Christmas" - Natal
- "Steady as She Goes" - Namorando
- "Just Between You and Me…and Kirk and Paul and Carla and Becky" - Só Entre Mim, Você, Kirk, Paul, Carla e Becky
- "Pottery Will Get You Nowhere" - A Cerâmica Não Leva a Lugar Nenhum
- "Coda" - Coda
- "Hiroshima, Mon Frere" - Hiroshima, Meu Irmão
- "Loosiers" - Pernas de Pau
- "Walk Out" - A Manifestação
- "Nemesis" - Nêmesis
- "Fate" - Destino
- "Birthday Boy" - O Aniversário
- "Brightwing" - Asa Brilhante
- "Square Dance" - A Quadrilha
- "Whose Woods Are These?" - De Quem São Essas Terras
- "How I'm Spending My Summer Vacation" - Minhas Férias

3ª Temporada
- "Summer Song" - Canção de Verão
- "Math Class" - Aula de Matemática
- "Wayne on Wheels" - Wayne Motorizado
- "Mom Wars" - Guerras Com Mamãe
- "On the Spot" - O Holofote
- "Odd Man Out" - O Rejeitado
- "The Family Car" - O Carro da Família
- "The Pimple" - A Espinha
- "Math Class Squared" - O Professor de Matemática
- "Rock 'n Roll" - Rock'n Roll
- "Don't You Know Anything About Women?" - Você Não Entende Nada de Mulheres
- "The Powers That Be" - O Poder Constituido
- "She, My Friend, and I" - Ela, Meu Amigo e Eu
- "St. Valentine's Day Massacre" - O Massacre do Dia Dos Namorados
- "The Tree House" - A Casa na Árvore
- "Glee Club" - O Coral da Oitava Série
- "Night Out" - A Festa
- "Faith" - Fé
- "The Unnatural" - Nada Natural
- "Goodbye" - Adeus
- "Cocoa and Sympathy" - Chocolate e Simpatia
- "Daddy's Little Girl" - A Queridinha do Papai
- "Moving" - A Mudança

4ª Temporada
- "Growing Up" - Crescendo
- "Ninth-Grade Man" - O Homem da Nona Série
- "The Journey" - A Viagem
- "Cost of Living" - Os Custos de Vida
- "It's a Mad, Mad, Madeline World" - O Mundo Maluco de Madeline
- "Little Debbie" - A Pequena Debbie
- "The Ties That Bind" - Os Laços Que Nos Unem
- "The Sixth Man" - O Sexto Homem
- "A Very Cutlip Christmas" - Feliz Natal Senhor Cutlip
- "The Candidate" - O Candidato
- "Heartbreak" - Um Coração Partido
- "Denial" - A Recusa
- "Who's Aunt Rose?" - Quem é Tia Rose?
- "Courage" - Coragem
- "Buster" - Buster
- "Road Trip" - Na Estrada
- "When Worlds Collide" - Quando Mundos se Chocam
- "Separate Rooms" - Quartos Separados
- "The Yearbook" - O Anuário
- "The Accident" - O Acidente
- "The House That Jack Built" - A Casa Que Jack Construiu
- "Graduation" - A Formatura
- "Looking Back" - Recordando

5ª Temporada
- "The Lake" - O Lago
- "Day One" - O Primeiro Dia
- "The Hardware Store" - A Loja de Ferragens
- "Frank and Denise" - Frank e Denise
- "Full Moon Rising" - A Lua Cheia
- "Triangle" - O Triângulo
- "Soccer" - Futebol
- "Dinner Out" - Jantando Fora
- "Christmas Party" - Festa de Natal
- "Pfeiffer's Fortune" - A Fortuna Dos Pfeiffer
- "Road Test" - A Carta de Motorista
- "Grandpa's Car" - O Carro do Vovô
- "Kodachrome" - Leituras Coloridas
- "Private Butthead" - O Nosso Idiota
- "Of Mastodons and Men" - De Mastodontes e de Homens
- "Double Double Date" - Encontros e Desencontros
- "Hero" - Herói
- "Lunch Stories" - Histórias de Almoço
- "Carnal Knowledge" - Ânsia de Amar
- "The Lost Weekend" - O Fim de Semana Perdido
- "Stormy Weather" - Tempestade
- "The Wedding" - O Casamento
- "Back to the Lake" - De Volta ao Lago
- "Broken Hearts and Burgers" - Corações Partidos e Hamburguers

6ª Temporada
- "Homecoming" - Voltando Pra Casa
- "Fishing" - A Pescaria
- "Scenes from a Wedding" - Cenas de um Casamento
- "Sex and Economics" - Sexo e Economia
- "Politics as Usual" - Politica Como Sempre
- "White Lies" - Pequenas Mentiras
- "Wayne and Bonnie" - Wayne e Bonnie
- "Kevin Delivers" - As Entregas de Kevin
- "The Test" - O Exame
- "Let Nothing You Dismay" - Não Deixe Que Nada o Desanime
- "New Year" - Ano Novo
- "Alice in Autoland" - Alice no País Dos Automóveis
- "Ladies and Gentlemen…The Rolling Stones" - Senhoras e Senhores… Os Rolling Stones
- "Unpacking" - Recomeçando
- "Hulk Arnold" - Hulk Arnold
- "Nose" - O Nariz
- "Eclipse" - O Eclipse
- "Poker" - Pôquer
- "The Little Women" - Mulheres
- "Reunion" - A Reunião
- "Summer" - Verão
- "Independence Day" - Dia da Independência

## Trilha Sonora
A trilha sonora oficial foi lançada em 3 de outubro de 1989, pela Atlantic Records. Intitulada de "The Wonder Years: Music From the Emmy Award-Winning Show & Its Era",  trouxe 13 faixas, oito covers e quatro gravações originais da década de 1960.
Em 1994, após o término da série a Laserlight Digital lançou uma coletânea com cinco discos intitulada "Music from The Wonder Years" . Em 2014, a Time Life lançou uma nova trilha sonora para a série, que acompanha do box de DVDs com a série completa. 
Substituições de músicas nos DVDs
Os lançamentos em DVD apresentam cerca de 96% da trilha sonora original. Devido problemas com direitos autorais, quatorze músicas foram substituídas, na maioria dos casos com músicas genéricas de estúdio no lugar da música original, enquanto em algumas ocasiões, a música original foi substituída por outra versão da mesma música. Nenhuma das substituições musicais necessárias resultou na remoção de cenas dos episódios.

## Recepção da crítica
A primeira temporada de The Wonder Years teve aclamação por parte da crítica especializada. Com base de 9 avaliações profissionais, alcançou uma pontuação de 82% no Metacritic, indicando "aclamação universal". Por votos dos usuários do site, atinge uma nota de 8.9, usada para avaliar a recepção do público. No Rotten Tomatoes, a série tem uma taxa de aprovação de 100% com uma classificação média de 10,00/10 com base em 9 avaliações.
Em 1997, o episódio "My Father's Office" foi classificado como número 29 na lista do TV Guide dos 100 Maiores Episódios de Todos os Tempos. Em 2016, a revista Rolling Stone classificou The Wonder Years número 63 em sua lista dos 100 Maiores Programas de TV de Todos os Tempos.

## Prêmios e Indicações
The Wonder Years ganhou um Emmy Awards de "Melhor Série de Comédia" em 1988.  Além disso, aos 13 anos, Fred Savage se tornou o ator mais jovem a ser indicado como "Melhor Ator Principal de Série de Comédia" no Emmy Awards de 1989. A série também foi premiada com um Globo de Ouro de "Melhor série de televisão de comédia ou musical" e um Peabody Award, ambos em 1989. No total, a série ganhou 22 prêmios e recebeu 54 indicações.